# Marcia Eufemia
Elia Marcia Eufemia (en latín, Aelia Marcia Euphemia) fue una emperatriz romana consorte, esposa del emperador romano de Occidente, Antemio. 

## Familia
Marcia Eufemia era la única hija del emperador bizantino Marciano. Se desconoce la identidad de su madre. Su madrastra fue Pulqueria, segunda esposa de su padre. Pulqueria había hecho voto de castidad. El segundo matrimonio fue una mera alianza política, estableciendo a Marciano como un miembro de la dinastía teodosiana por matrimonio. El matrimonio entre Marciano y Pulqueria no se consumó nunca, y en consecuencia Eufemia nunca tuvo medio hermanos más jóvenes que ella.
Evagrio Escolástico cita a Prisco, afirmando que Marciano era "tracio de nacimiento, el hijo de un militar. En su deseo de seguir el estilo de vida de su padre, había ido a Filipópolis, donde podía enrolarse en las legiones". Sin embargo, Teodoro Lector señala que Marciano era un ilirio.

## Matrimonio
Su matrimonio con Antemio se calcula que ocurrió alrededor del año 453. Su esposo era hijo de Procopio, magister utriusque militiae ("Señor de los soldados de ambos ejércitos", comandante tanto de caballería como de infantería del Imperio romano de Oriente entre 422 y 424. 
Eufemia y Antemio tendrían cinco hijos conocidos, una hija y cuatro hijos. Su hija Alipia es conocida porque fue la esposa de Ricimero. Sus hijos fueron Antemiolo, Marciano, Procopio Antemio y Rómulo. 
Tras su matrimonio, Antemio fue nombrado Comes rei militaris y fue enviado a fortalecer la frontera danubiana, aún en desorden tras la muerte de Atila. Regresó a Constantinopla en 454, y fue premiado por Marciano con el oficio de magister militum y patricio. Sirvió como cónsul junto con Valentiniano III en 455. Los historiadores interpretan la lista de honores en el sentido de que Marciano estaba preparando a su yerno para la eventual elevación al trono imperial. Juan Malalas considera que Marciano había nombrado a Antemio emperador de Occidente, sin embargo esto se considera un anacronismo del cronista.

## Muerte de Marciano
En enero de 457 Marciano falleció de enfermedad, supuestamente una gangrena. Le sobrevivieron Eufemia y Antemio. Marciano había sido proclamado Augusto como consorte de Pulqueria, miembro de la dinastía teodosiana. Con su muerte acababa la sucesión dinástica. Su única hija era de un matrimonio anterior y así no se la consideraba heredera de la dinastía. El ejército y el senado bizantinos tenían que elegir un nuevo Augusto. Aspar, el magister militum ("Señor de los soldados") del Imperio romano de Oriente, era incapaz de reclamar el trono para sí mismo, debido a sus orígenes y afiliación religiosa. Era alano, una tribu sármata. Aunque su familia había servido durante generaciones en el ejército romano, Aspar todavía era considerado un bárbaro. Además, era arriano mientras que la mayor parte de la clase gobernante en el imperio romano de Oriente había aceptado el símbolo niceno. Por lo tanto, era una elección impopular para el trono.
Aspar usó su influencia para convertirse en «hacedor de reyes». Podía elegir un candidato entre sus oficiales subordinados, contando probablemente con que le continuaban siendo leales. Eligió a León y el Senado aceptó la elección. El 7 de febrero de 457, León fue coronado por el patriarca Anatolio de Constantinopla, la primera coronación que se sepa que implicó a un patriarca.
Con la muerte de su padre, Eufemia ya no era miembro de la familia imperial. Antemio siguió actuando como magister militum bajo el mandato de León. Se le atribuye la derrota de Valamir, rey de los ostrogodos a principio de los años 460. En el invierno de 466-467, Antemio derrotó a Hormidac, un líder de los hunos que había dirigido una invasión de Dacia.

## Emperatriz consorte
Según Prisco, Genserico, rey de los vándalos había dirigido razias anuales contra Sicilia e Italia desde el Saqueo de Roma en 455. Había conseguido anexionarse una serie de ciudades a su reino y saquear otras. Pero una década después las dos provincias occidentales «se habían quedado sin hombres y sin dinero», incapaces de ofrecer suficiente botín a los vándalos. Así que se ampliaron sus ataques hasta alcanzar Ilírico, el Peloponeso, Grecia central y "todas las islas que quedan cerca de allí". León tenía que enfrentarse a esta nueva amenaza y decidió enviar un nuevo emperador a Occidente para que se enfrentara a Genserico. El trono occidental había quedado vacante tras la muerte de Libio Severo en 465.
León escogió a Antemio como su nuevo colega en el cargo imperial. Antemio se dirigió a Roma con un ejército al mando de Marcelino, el magister militum de Dalmacia. Antemio fue proclamado emperador el 12 de abril de 467. Casiodoro señala su proclamación en la tercera piedra miliar de la ciudad de Roma, llamando a este lugar Brontotas. Hidacio la ubica en la octava piedra miliar. Marcelino Comes menciona la proclamación, pero no dice dónde tuvo lugar. Eufemia aparece como augusta en las monedas romanas entre h. 467 y 472. Sin embargo, su papel como emperatriz solo viene confirmado por esta evidencia arqueológica. Los relatos literarios dejan de mencionarla en el momento en que Antemio marcha a Italia.
Según Procopio de Cesarea, Genserico disputó la sucesión. Su propio candidato al trono era Olibrio, esposo de Placidia. Antemio podía haber conservado el trono de no haber descansado su autoridad en la cooperación continuada de Ricimero, un general suevo que había servido como magister militum en Occidente desde 455. Ricimero ya había depuesto antes a Avito y a Mayoriano, dos emperadores romanos de Occidente anteriores. La alianza entre Antemio y Ricimero se fortaleció con el matrimonio de este último con Alipia a finales de 467. Antemio fracasó en sus campañas contra Genserico en 467 y 468, así como en la lucha al año siguiente contra el visigodo Eurico, que se había expandido por gran parte de la Galia e Hispania. La Chronica Gallica de 511 menciona otra campaña contra Eurico en el año 471, está dirigida por Antemiolo, hijo de Eufemia y Antemio. «Antemiolo fue enviado a Arlés por su padre el emperador Antemio junto con Torisario, Everdingo y Hermiano el Conde de los Establos. El rey Eurico se encontró con ellos al otro lado del Ródano y, después de matar a los generales, devastó todo». Antemiolo posiblemente estuvo entre los muertos, pues no se le vuelve a mencionar. Antemio no hizo más intentos de restablecer la autoridad imperial en la Galia. Mientras que la Galia meridional en su mayor parte era gobernada por Eurico y sus visigodos, enclaves galorromanos efectivamente independientes persistieron en la Galia septentrional. Estuvieron gobernados por Pablo, Siagrio y posiblemente otros. Pudieron haber emitido monedas con Antemio o Eufemia, pero ese era todo el dominio imperial en su región.

## Final del reinado
Según la crónica fragmentaria de Juan de Antioquía, Antemio padeció una "seria enfermedad" debida a la brujería, posiblemente un envenenamiento en 470. Cuando se recuperó empezó a perseguir a los hombres que supuestamente estaban involucrados en la conspiración contra él. De aquí parte su enfrentamiento con Ricimero, bien porque los ejecutados eran inocentes, o bien porque él estaba también involucrado en la trama. Se avecinaba una guerra civil que pudo ser conjurada por una tregua entre los años 470 y 472. Olibrio se alió con Ricimero contra sus antiguos señores, el emperador León de Oriente y Antemio de Occidente. Olibrio fue proclamado emperador y estalló la guerra civil. Según Juan Malalas, Gundobado, un sobrino de Ricimero, consiguió dar muerte a Antemio y poner fin al conflicto. Señalan que Antemio había sido abandonado por sus últimos seguidores y buscó refugio en una iglesia. Gundonado entró en la iglesia y lo mató de todas formas. No obstante, Casiodoro, Marcelino Comes y Procopio dicen que Antemio fue asesinado por el propio Ricimero. Si Eufemia sobrevivió o no a su marido se desconoce.

## Enlaces
- Su perfil en la Prosopografía del Imperio romano tardío
- Su perfil en "Medieval Lands" por Charles Cawley
- Un perfil genealógico de ella

| Precedido por: Licinia Eudoxia | Emperatriz romana de Occidente consorte h. 467-472 | Sucedido por: Placidia |

- Datos: Q380773